# Шевцов Ілля Сергійович
Ілля Сергійович Шевцов (нар. 13 квітня 2000) — український футболіст, нападник клубу «Чорноморець» (Одеса).

## Клубна кар'єра

### «Кристал» та «Шахтар»
Дорослу футбольну кар'єру розпочав у 15-річному віці в клубі Другої ліги України «Кристал» (Херсон). У дорослому футболі дебютував 22 липня 2015 року, вийшовши на заміну у виїзному поєдинку кубку України проти одеської «Реал Фарми». У Другій лізі України дебютував 8 серпня 2015 року в переможному (2:0) домашньому поєдинку проти новокаховської «Енергії», Ілля вийшов на поле наприкінці матчу. На початку листопада 2016 року залишив херсонський клуб.
У грудні 2016 року перейшов у донецький «Шахтар», де протягом року виступав за команду U-19. На початку вересня 2018 року відправився в оренду до свого колишнього клубу, херсонського «Кристала». На момент переходу все ще був травмований, не грав близько чотирьох місяців. У середині березня 2019 року відзначився 3-а голами у фінальному поєдинку кубку Криму 2019, чим допоміг херсонцям виграти трофей.

### «Десна»
29 липня 2019 року підписав 2-річний контракт з «Десною». У сезоні 2019/20 років став найкращим бомбардиром молодіжного чемпіонату України.

## Кар'єра в збірній
Викликався до юнацьких збірних України U-17 та U-18.

## Особисте життя
Син колишнього футболіста, а нині футбольного тренера Сергія Шевцова.

Ілля Шевцов у формі рідного "Кристала"